# Everhard II van Württemberg (graaf)
Everhard II (na 1315 - 15 maart 1392 in Stuttgart) was graaf van Württemberg van 1344 tot 1392.
Everhard II trouwde op 17 september 1342 met gravin Elisabeth van Henneberg-Schleusingen. Uit dit huwelijk ontsproten twee kinderen: Ulrich, de vader van zijn opvolger Everhard III en Sophie, de latere hertogin van Lotharingen.
Tot 1361 regeerde Everhard samen met zijn broer Ulrich IV die hij tot een akkoord dwong om de ondeelbaarheid van Württemberg te waarborgen. Op 1 mei 1362 liet Ulrik het bewind aan Everhard over. Om zijn territorium te vergroten ging Everhard verbintenissen aan met keizer Karel IV. Na een conflict met graaf Wolf van Eberstein richtte Everhard zijn politiek tegen de rijkssteden die de vergroting van Württemberg in de weg stonden. Er volgden veldslagen in 1372 bij Altheim, in 1377 bij Reutlingen en in 1388 bij Döffingen tegen de Zwabische Stedenbond. Er ontstond een patsituatie. In de Slag bij Döffingen stierf zijn zoon en opvolger Ulrik.
Everhard werd in de literatuur bezongen in ballades van Schiller en Uhland.